# Hägern och tranan
Hägern och tranan (ryska: Цапля и журавль Tsaplja i zjuravl) är en sovjetisk animerad film av Jurij Norsjtejn, baserad på en rysk folksaga av Vladimir Dal.

## Handling
Filmen handlar om det ömtåliga i ett ömsesidigt utanförskap, brist på kontakt och fåfänga. En film som säger att det är omöjligt att leva utan samtid och andra levande, naturliga relationer. Att det är oacceptabelt att man måste leva på ett sådant sätt att det är förolämpande och smärtsamt för de inblandade parterna.

## Rollista
- Innokentij Smoktunovskij — berättare

### Svenska röster
- Lena T. Hansson
- Peter Haber[2]

## Utmärkelser och priser
- 1975 — X International Animated Film Festival i Anessi — Första pris
- 1975 — III International Animated Film Festival i New York — Första pris

## Videoupplagor
- Serien släpptes på DVD i en samling av Jurij Norsjtejns filmer.
- 2002 släpptes den på VHS och Video-CD i samlingen "Mastera Russkoj animatsii" med engelska undertexter och senare på DVD i "Masters of Russian Animation Volume 2".[3]